# Bambook
锦书，英文名bambook，是盛大公司发布的一款基于E Ink技术的电子书阅读器，名称源自李清照一剪梅中的“云中谁寄锦书来”。锦书于2010年8月9日进行限量内测，于2010年9月28日正式发行。由于锦书的定价低以及背后有云中书城（页面存档备份，存于）的内容支持，因而备受关注。

## 性能参数
| 尺寸     | 200×134×10.35 毫米               |
| 重量     | 282克                            |
| 屏幕材质 | 6寸 EInk                         |
| 分辨率   | 800*600                          |
| dpi      | 167                              |
| 屏幕灰度 | 16级                             |
| 网络模块 | wifi，3G                         |
| 锂电池   | 3.7V*1530mAh (无随机AC/DC适配器) |

## 功能

### 云中书城
云中书城是盛大构建的内容平台，锦书可以通过网络模块连接到云中书城下载书籍，亦可通过电脑版云中书城客户端“云梯”软件下载和管理书籍。

## 對手（同类产品）
- oppo enjoy
- iriver story